# 장흥서초등학교
장흥서초등학교는 대한민국 전라남도 장흥군에 있는 공립 초등학교이다.

## 학교 연혁
- 1946년 2월 1일: 장흥서국민학교 개교

## 참고 자료
- 장흥서초등학교 - 한국교육학술정보원 학교알리미